# Zr.Ms. Van Speijk (1995)
De Zr.Ms. Van Speijk (F 828) is het achtste en laatste Multipurposefregat (M-fregat) van de Karel Doormanklasse van de Koninklijke Marine. Het schip werd op 1 oktober 1991 op stapel gezet, op 26 maart 1994 te water gelaten en op 7 september 1995 in dienst gesteld. Het schip is het zevende van de Koninklijke Marine dat vernoemd is naar Jan van Speijk, die tijdens de Belgische Revolutie zijn schip liet ontploffen om te voorkomen dat het in handen zou vallen van de opstandige Belgen.

## Modernisering

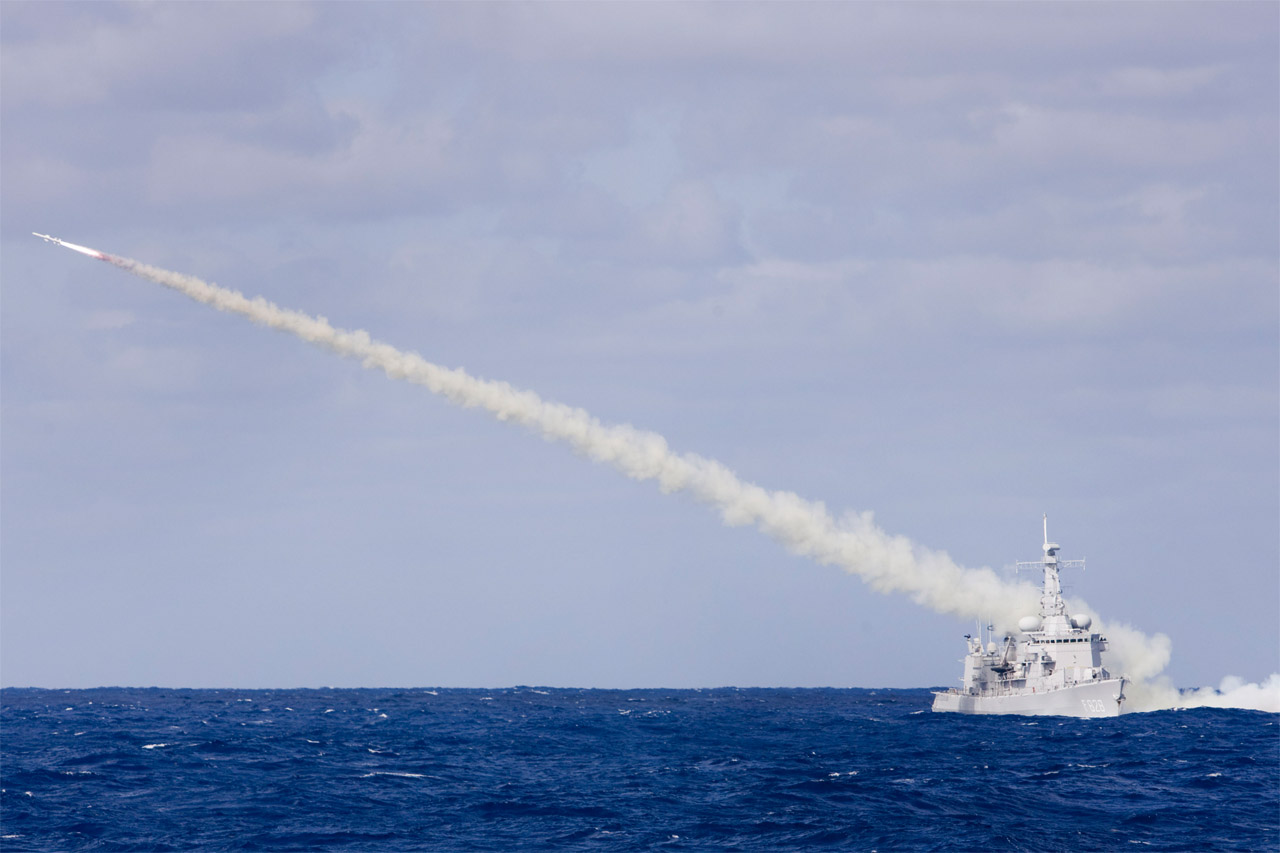
Zr.Ms. Van Speijk lanceert een Harpoon

Zr.Ms. van Speijk onderging vanaf 16 augustus 2010 een modernisering: IPM (Instandhoudingsprogramma M-fregatten). In dit programma (voor dit schip liep dit tot 2012) worden veel installaties die niet langer voldoen (qua milieuwetgeving of qua operationele omstandigheden) vervangen. Na uitvoeren van het IPM-programma is het schip weer volledig inzetbaar tot 2020, niet alleen in oceaanwateren maar tevens in kustwateren. Na dit schip volgen nog de twee Belgische M-fregatten en het andere Nederlandse M-fregat, Zr.Ms. Van Amstel. Anno 2015 is het werk op het vierde schip afgerond.

## Buiten dienst en weer actief
De Zr.Ms. Van Speijk werd in de zomer van 2021 uit de vaart genomen. De oorzaak was een tekort aan personeel.
In mei 2024 maakte de marine bekend dat de Zr.Ms. Van Speijk weer in de vaart zal komen.